# Гарт, Брет
Фрэ́нсис Брет Гарт (англ. Francis Bret Harte, при рождении Hart; 25 августа 1836 года, Олбани, штат Нью-Йорк, США — 5 мая 1902 года, Кемберли, Суррей, Англия) — американский прозаик и поэт, который прославился реалистическими описаниями жизни золотоискателей в Калифорнии. Писателя считают одним из основателей жанра вестерн в литературе.

## Биография
Фрэнсис Бретт Гарт родился 25 августа 1836 года в Олбани (штат Нью-Йорк), где отец его был преподавателем греческого языка в колледже. Своё имя получил в честь прадеда — Фрэнсиса Бретта (Francis Brett). Отец со временем сменил фамилию с Hart на Harte, а сам Фрэнсис Бретт Гарт предпочитал второе имя, которое он сократил до Брет.

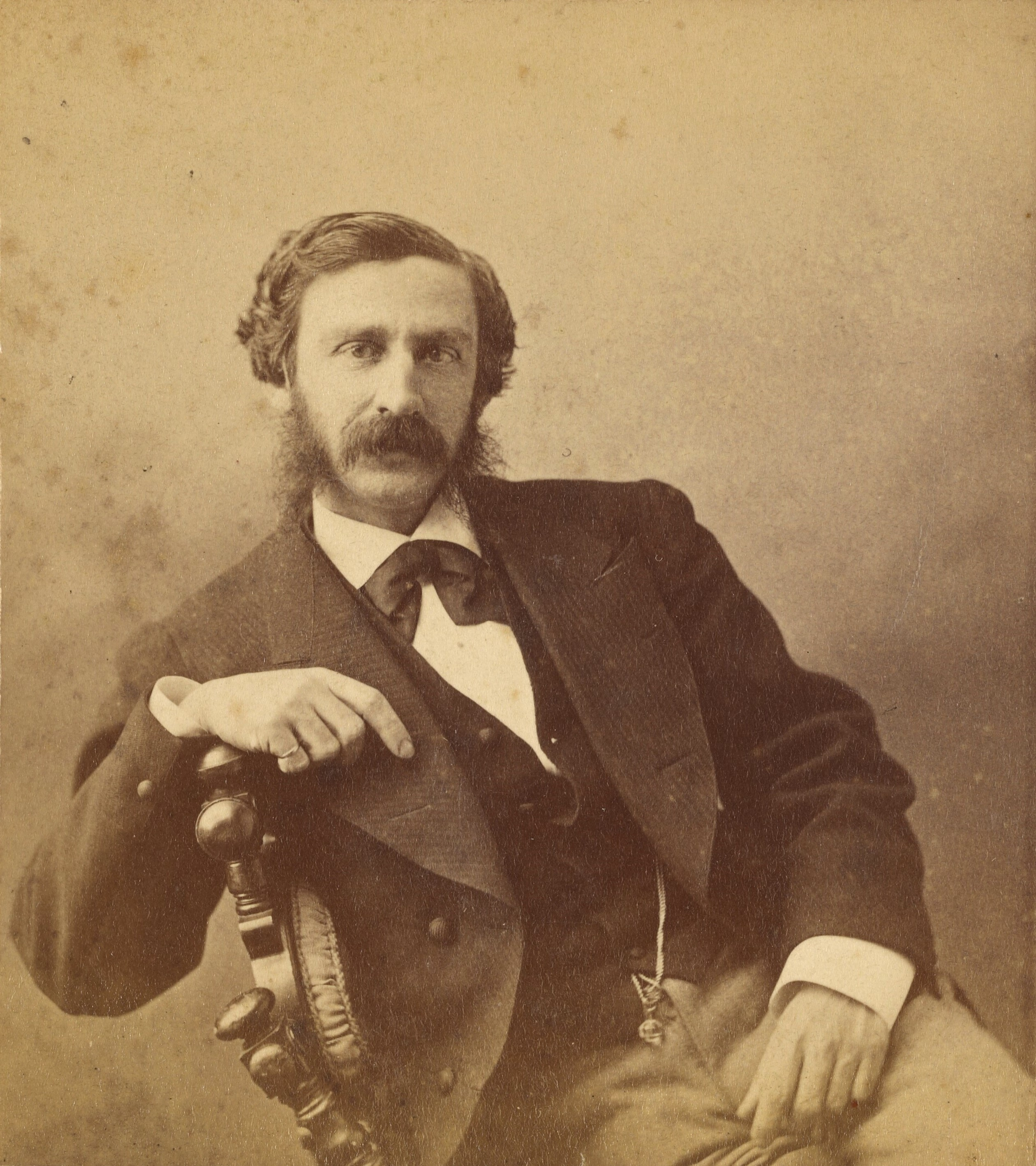
Брет Гарт. Около 1870 года.

Отец рано умер, будущему писателю пришлось самому зарабатывать на жизнь, и в 1854 году, вскоре после начала «золотой лихорадки», он перебрался в Калифорнию, где перепробовал множество профессий.
Свои первые рассказы Брет Гарт опубликовал в 1856 году в журнале «The Californian», который он сам и редактировал. В дальнейшем издавал также журнал «The Overland Monthly» (1868—1871), первый значительный журнал в западных штатах Америки. В 1870-е годы, будучи уже известным писателем, Гарт жил в Нью-Йорке, а затем — отчасти по материальным соображениям, отчасти ввиду обострившегося конфликта с американской общественностью, вызванного жёсткостью и непримиримостью гражданской позиции писателя, — уехал в Европу: был американским консулом в прусском городе Крефельд, затем в Глазго. Остаток жизни провёл в Англии. Умер 5 мая 1902 года в Кемберли от рака горла.
Брету Гарту принадлежат роман «Гэбриел Конрой» (1875), ряд повестей, из которых наиболее известна поздняя трилогия «Степной найдёныш», «Сюзи» и «Кларенс» (действие происходит во время Гражданской войны в США), оригинальные стихотворения, популярные в своё время литературные пародии (на Диккенса, Шарлотту Бронте, Виктора Гюго и др.) и даже пьеса, написанная в соавторстве с Марком Твеном. Однако наибольшую популярность ему принесли рассказы, а в рассказах — образы простых людей Дикого Запада, особенно девичьи и женские.

## Трилогия
Три повести Гарта образуют трилогию, в центре которой — история жизни главного героя всех трёх книг — Кларенса Бранта. «Степной найденыш» («The Waif of the Plains») вышел отдельным изданием в 1891 году; «Сьюзи» («Susy») — в 1893 году; «Кларенс» («Clarence») — в 1895 году.
Исторический интерес имеет воссозданная Гартом по личным воспоминаниям общественная обстановка в Калифорнии и деятельность сторонников Юга. «Кларенса» можно рассматривать как протест против забвения в США прогрессивных, освободительных традиций Гражданской войны. Вскоре после выхода заключительной части трилогии Брет Гарт в письме к другу говорит, что писал эту книгу как «американец для американцев», чтобы разъяснить соотечественникам, «что в их истории является подлинно великим и сильным».

## Брет Гарт в России
Широкая известность Брета Гарта распространялась не только на США, но и на Европу, где его прозой восхищались Диккенс и молодой Киплинг. Достаточно рано произведения Гарта проникли и в Россию (первая публикация в 1872 году), где одним из его первых переводчиков был отбывавший якутскую ссылку Чернышевский. В 1873 году в журнале «Вестник Европы» были опубликованы на русском языке несколько небольших рассказов и очерков Гарта о калифорнийской жизни. Отмечая гуманизм Гарта, Чернышевский писал: «Сила Брета Гарта в том, что он, при всех своих недостатках, человек с очень могущественным природным умом, человек необыкновенно благородной души…» Социал-демократический журнал «Правда» отмечал, что «Брет Гарт сразу сделался любимцем русской публики. Его читали и любили люди самых разнообразных лагерей. Его переводили и „Отечественные записки“, и „Русский вестник“; на книжном рынке то и дело появлялись сборники его рассказов; его издавали для интеллигентных читателей, для народа издавали дешёвое издание его сочинений». Гарт заслужил добрые отзывы таких российских литературных авторитетов, как М. Е. Салтыков-Щедрин, Н. С. Лесков, Г. И. Успенский и др.
Уже в 1895 году в Санкт-Петербурге вышло собрание сочинений Брета Гарта в шести томах. Высоко ставил Гарта поэт Осип Мандельштам. В СССР по рассказам Гарта был снят фильм «Вооружён и очень опасен» (1977).
Связь Гарта с Россией этим не ограничивается: путешествие русского дипломата Николая Резанова в Америку и обручение его с Консепсьон де Аргуэльо, дочерью коменданта испанской крепости, знакомое нынешнему читателю и зрителю по поэме Андрея Вознесенского и мюзиклу Алексея Рыбникова «„Юнона“ и „Авось“», сотней лет раньше послужило сюжетом для баллады Брета Гарта «Консепсьон де Аргуэльо».
Одним из первых в американской литературе Брет Гарт поднял в своих произведениях проблему ксенофобии, отразившуюся, в частности, в рассказе «Язычник Вань Ли» (1869). Максим Горький же считал, что Гарт был одним из тех американских писателей, которые «насадили» «блатную романтику», в своё время направленную против суровой морали пуритан, первых поселенцев Америки, а затем выродившуюся в «лицемерный романтизм».

## Комментарии
1. ↑  В 1876 году в журнале «Отечественные записки» был напечатан роман «Габриэль Конрой» в переводе Василия Тимирязева.